# Butomus
Butomus este singurul gen de plante din familia Butomaceae, originar din Europa și Asia. Plantele din acest gen sunt considerate invazive în unele părți ale Statelor Unite, dar pe cale de dispariție în Israel. Două specii sunt recunoscute:
- Butomus junceus Turcz.  - Asia Centrală
- Butomus umbellatus L. - China, Asia Centrală, Subcontinentul Indian, Orientul Mijlociu, Rusia, Europa; naturalizat în America de Nord[6]

## Butomaceae
Familia Butomaceae a fost recunoscută de majoritatea taxonomiștilor drept familie de plante de sine stătătoare.